# Duhovi (zgodbe)
Duhovi so zbirka devetih kratkih zgodb slovenskega pisatelja Miha Mazzinija.

## Vsebina
V knjigi so naslednje zgodbe:
1. Muhe (Zgodba je bila uvrščena v finale nagrade 2011 Bristol Short Story Prize in s tem v njihovo antologijo.)
2. Organizem (Zgodba je bila objavljena v ameriški reviji Ecotone in je dobila nagrado Pushcart 2011.)
3. Trenutek spočetja
4. Armade
5. Pride taka noč ... (Zgodba je bila adaptirana v kratek film  Obisk in je dobila nagrado Vesna za najboljši kratek film na festivalu slovenskega filma.)
6. Stric
7. Prekleta zdravila!
8. Duh
9. Dekliška noč
10. V zidovih (Zgodba je bila uvrščena v finale natečaja 2010 Walker Percy Fiction Contest Arhivirano 2018-05-27 na Wayback Machine..)